# Дорощенко, Виктор Антонович
Виктор Антонович Дорощенко (род. 26 августа 1953 года) — советский хоккеист, вратарь.

## Карьера
Воспитанник ХК «Сибирь».
Выступал за «Горняк» (Дальнегорск) — 1969/70, «Сибирь» (1970/71, 1972/73—1976/77), СКА Новосибирск, «Спартак» (1977/78—1987/88), «Црвена Звезда» (Белград, Югославия) — 1988/89—1989/90.
Участник суперсерии 1977/1978.
Серебряный призёр чемпионата Европы среди юношей 1972 года.
В 1978 году провёл три игры за сборную СССР.

## Достижения
Серебряный призёр чемпионатов СССР — 1981, 1982, 1983, 1984 

 Бронзовый призёр чемпионатов СССР — 1979, 1980, 1986 

 Победитель турнира на приз газеты «Известия» — 1979
Включён в зал хоккейной славы ХК «Спартак». Его свитер висит под сводами ЛДС «Сибирь».

## Семья
В настоящее время[какое?] живёт в Дармштадте (Германия), где тренирует вратарей местного хоккейного клуба. В числе учеников и сын — Илья (род. 1981).